# Roberto Pellati
(Luciano Ligabue)
Roberto Pellati (Casalgrande, 6 settembre 1965) è un batterista italiano, noto per la sua collaborazione con Luciano Ligabue, con cui ha suonato dal 1995 al 2007.

## Biografia
Pellati comincia a suonare la batteria da autodidatta a dodici anni, e due anni dopo affina la sua tecnica studiando per un anno a Milano con Tullio de Piscopo. Qualche anno dopo inizia la gavetta nel reggiano, in particolare a 18 anni entra nei Rocking Chairs, gruppo rock di Reggio Emilia guidato dal cantante e chitarrista Graziano Romani. L'esperienza con il gruppo reggiano, terminata nel 1991 con lo scioglimento della band dopo che aveva raggiunto una buona popolarità a livello nazionale, gli permette di incidere 4 album New Egypt (1987), Freedom Rain (1989), No Sad Goodbyes (1990) e Hate And Love Revisited (1991). Inoltre, in questi anni ha la possibilità di collaborare con artisti d'oltreoceano come Willie Nile, Elliot Murphy, Willy de Ville e Robert Gordon.
Nel 1995 Pellati entra a far parte della nuova band di Ligabue, denominata La Banda. Robby Sanchez (questo il soprannome con cui è conosciuto tra i fans) si ritrova a suonare così con altri due ex Rocking Chairs, Antonio Righetti e Mel Previte, con cui nel corso degli anni ha portato e porta tuttora avanti diversi progetti paralleli (tra cui quello solista di Righetti).
Dall'inizio della collaborazione con Ligabue, Pellati ha preso parte alla gran parte dei tour realizzati dal Liga e ha inciso quasi tutti i dischi da Buon compleanno Elvis in poi: solo in Nome e cognome mancherà il suo apporto nel disco, pur avendo partecipato alla produzione, in quanto vennero scelte le ritmiche registrate da altri batteristi.
Nel 2008 Ligabue affida la produzione dei concerti a Corrado Rustici, il quale decide di sostituire Pellati e Righetti con dei musicisti statunitensi. Dopo 14 anni Pellati lascia così il posto di batterista di Luciano Ligabue a Michael Urbano. Con Ligabue Pellati tornerà sul palco una tantum in occasione del raduno del Bar Mario (il fan club del cantante correggese) del gennaio 2010, e soprattutto nel luglio 2011, in cui insieme agli altri componenti della Banda accompagna Ligabue in una parte del concerto di Campovolo 2.0. Da tale concerto saranno estratti poi un film in 3D e un album live, in cui Pellati incide anche la versione in studio dell'inedito Sotto bombardamento. Terminata la collaborazione con il Liga, Pellati si dedica ad altri progetti, in particolare a quello solista di Rigo Righetti.
Pellati è un batterista di buon valore dal sound tipicamente rock, inoltre è un valido percussionista, dote che si apprezza particolarmente nei set acustici con Ligabue nei teatri, in cui ha sperimentato nuove sonorità (utilizzando percussioni meno note come ad esempio la water drum). Tra i batteristi che ritiene abbiano influenzato il suo modo di suonare si citano Vinnie Colaiuta e Stewart Copeland